# Impluvium

Romeinse stadswoning met het impluvium (4) centraal gelegen

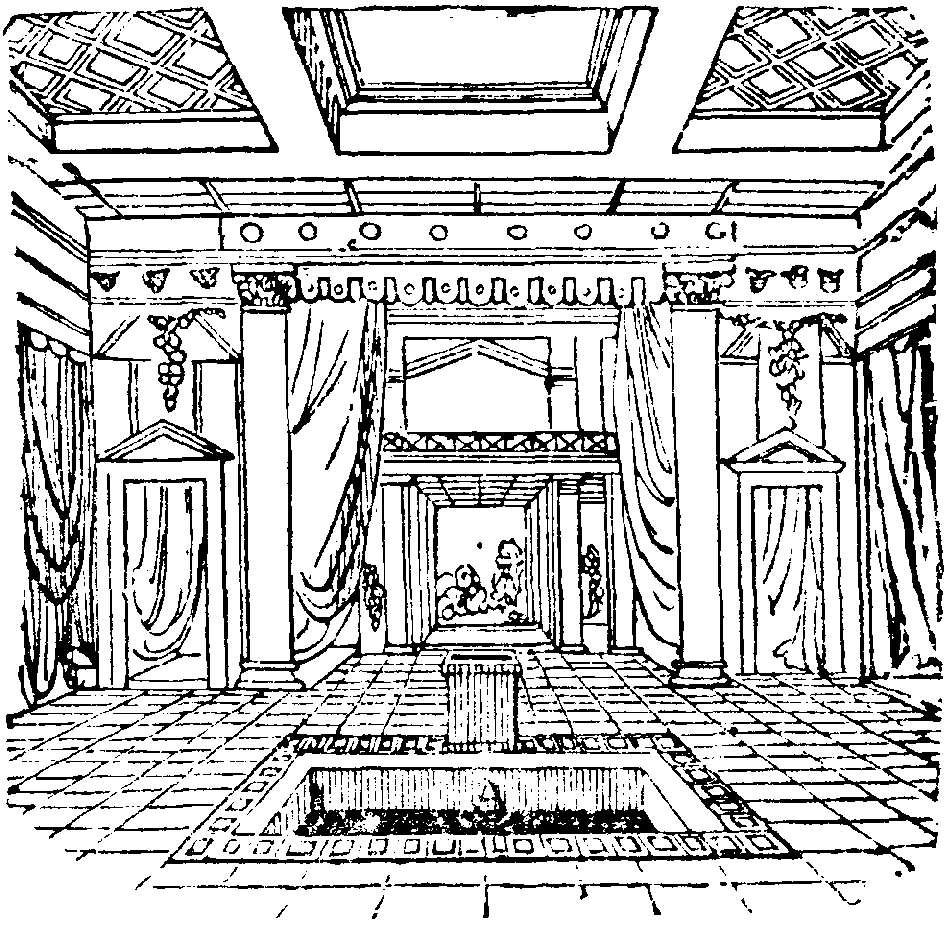
Atrium met een impluvium in de Romeinse tijd

Het impluvium is een ondiepe verlaging in het midden van de vloer van een atrium in een Romeins huis. In deze verlaging werd regenwater opgevangen voor huishoudelijk gebruik. Vroegchristelijke kerken hadden eenzelfde verlaging waarin regenwater werd opgevangen voor ritueel gebruik tijdens de mis.
Het formaat van een impluvium hangt samen met het formaat van het atrium, de verhoudingen tussen beide waren vaak hetzelfde.